# Villa di Bellosguardo

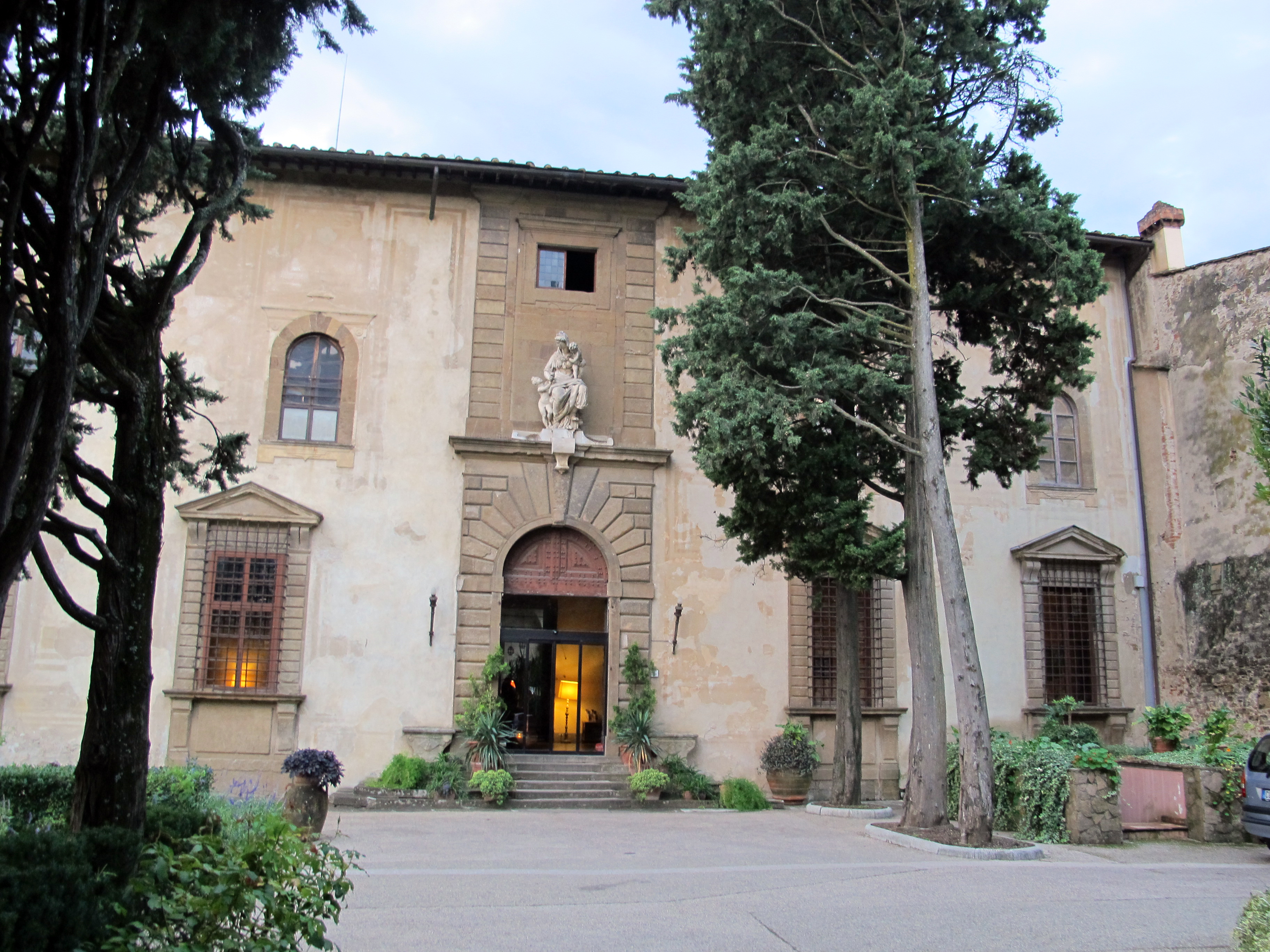
Villa di Bellosguardo

La villa o torre di Bellosguardo è situata sull'omonima collina in via Roti Michelozzi a Firenze.

## Storia e descrizione
La torre dei Bellosguardo è il nucleo più antico della torre, risalente al XIII secolo e posseduta da Guido Cavalcanti. Dal 1583 venne ampliata come villa dai marchesi Roti Michelozzi, che chiamarono ad abbellirla, tra gli altri, il pittore Bernardino Poccetti, che eseguì gli affreschi del salone d'ingresso sull'insolito tema della Carità nelle storie bibliche e simbolicamente, con la rappresentazione dei passi più celebri dell'Inno alla Carità, e lo scultore Pietro Francavilla, autore pure di una Carità ancora in loco, sopra il portale d'accesso (1603 circa).
Ugo Foscolo vi soggiornò per un periodo, componendo il nucleo fondamentale del poemetto Le Grazie.
Tra la fine dell'Ottocento e i primi anni del secolo successivo fu ristrutturata accentuando i caratteri medievali, secondo il gusto romantico dell'epoca. 
Nella prima metà Novecento la scrittrice e principessa Walburga Paget ne fece un ritrovo di nobili e letterati di tutta Europa.
Oggi è una struttura ricettiva, caratterizzata da un'invidiabile posizione panoramica su Firenze (da cui il nome della villa e della zona).